# Division IIA du Championnat du monde de hockey sur glace 2019
Navigation
Division IIA en 2018 Division IIA en 2020
Le tournoi de la Division IIA du Championnat du monde de hockey sur glace 2019 se déroule à Belgrade en Serbie du 9 au 15 avril 2019.
| \| Localisation de Belgrade en Serbie. \| Localisation de Belgrade en Serbie. |
| Localisation de Belgrade en Serbie.                                           |

## Format de la compétition
Le Championnat du monde de hockey sur glace est un ensemble de plusieurs tournois regroupant les nations en fonction de leur niveau. Les meilleures équipes disputent le titre dans la Division Élite. Cette Division regroupe 16 équipes réparties en deux groupes de 8 qui disputent un tour préliminaire. Les 4 premiers de chaque groupe sont qualifiés pour les quarts de finale et les derniers sont relégués en Division IA à l'exception de la Suisse, organisatrice de l'édition 2020, qui ne peut être reléguée même si elle termine à la dernière place du groupe B. 
Pour les autres divisions qui comptent 6 équipes, les équipes s’affrontent entre elles et, à l'issue de cette compétition, le premier est promu dans la division supérieure et le dernier est relégué dans la division inférieure. 
En Qualification pour la Division III, le vainqueur est promu en Division III.
Lors des phases de poule, les points sont attribués ainsi :
- 3 points pour une victoire dans le temps réglementaire ;
- 2 points pour une victoire en prolongation ou aux tirs de fusillade ;
- 1 point pour une défaite en prolongation ou aux tirs de fusillade ;
- aucun point pour une défaite dans le temps réglementaire.

## Officiels
La fédération internationale a désigné 11 officiels pour œuvrer lors de la compétition :
| Arbitres                                                                      | Juges de ligne |
| ----------------------------------------------------------------------------- | --- |
| - Jevgēņijs Griškevičs - Miroslav Iarets - Ramon Sterkens - Christoph Sternat | \| - Danny Beresford - Håvar Dahl - Tibor Fazekas - Kensuke Kanazawa \| - James Kavanagh - Ivan Nedeljković - David Perduv \| |
| - Danny Beresford - Håvar Dahl - Tibor Fazekas - Kensuke Kanazawa             | - James Kavanagh - Ivan Nedeljković - David Perduv                                                                            |

## Matches
| 9 avril | Espagne | 5-3 (2-1, 1-1, 2-1) | Chine | Pionir Ice Hall 68 spectateurs |

| Feuille de match | Feuille de match | Feuille de match                | Feuille de match | Feuille de match                                                                 |
| ---------------- | --- | ------------------------------- | --- | -------------------------------------------------------------------------------- |
|                  | Carbonell (Fuentes, Ubieto) — 6 min 38 s (SN) - Fuentes (Burgos, Ubieto) — 16 min 27 s (SN) - Lasuen — 27 min 35 s - Baldris — 53 min 50 s Rubio (Carbonell, García) — 59 min 16 s (CV) | 1-0 1-1 2-1 2-2 3-2 3-3 4-3 5-3 | - Li (Zhang C., Chen L.) — 8 min 48 s - Yang (Zhang P., Zhang C.) — 20 min 41 s (SN) - Zhang H. (Liang) — 43 min 16 s - | Arbitrage : Christoph Sternat Juges de lignes : Kensuke Kanazawa et David Perduv |
| Alcaine          | Gardiens | Han                             | | Arbitrage : Christoph Sternat Juges de lignes : Kensuke Kanazawa et David Perduv |
| 4 min            | Pénalités | 10 min                          | | Arbitrage : Christoph Sternat Juges de lignes : Kensuke Kanazawa et David Perduv |
| 34               | Tirs | 24                              | | Arbitrage : Christoph Sternat Juges de lignes : Kensuke Kanazawa et David Perduv |

| 9 avril | Australie | 3-4 (pr) (3-0, 0-2, 0-1, 0-1) | Belgique | Pionir Ice Hall |

| Feuille de match | Feuille de match                                                                            | Feuille de match            | Feuille de match | Feuille de match                                                                |
| ---------------- | ------------------------------------------------------------------------------------------- | --------------------------- | --- | ------------------------------------------------------------------------------- |
|                  | Rezek (Baclig) — 1 min 31 s Malloy (Rezek) — 2 min 58 s Kubara (Darge, Wong) — 7 min 17 s - | 1-0 2-0 3-0 3-1 3-2 3-3 3-4 | - de Schepper (Verelst, B. Kolodziejczyk) — 30 min 13 s (2 SN) Verelst (B. Kolodziejczyk, Paulus) — 31 min (SN) Verelst (B. Kolodziejczyk) — 40 min 26 s de Croock (Paulus) — 62 min 56 s | Arbitrage : Miroslav Iarets Juges de lignes : Tibor Fazekas et Ivan Nedeljković |
| Kimlin           | Gardiens                                                                                    | Peeters                     | | Arbitrage : Miroslav Iarets Juges de lignes : Tibor Fazekas et Ivan Nedeljković |
| 10 min           | Pénalités                                                                                   | 4 min                       | | Arbitrage : Miroslav Iarets Juges de lignes : Tibor Fazekas et Ivan Nedeljković |
| 32               | Tirs                                                                                        | 37                          | | Arbitrage : Miroslav Iarets Juges de lignes : Tibor Fazekas et Ivan Nedeljković |

| 9 avril | Serbie | 3-1 (1-1, 1-0, 1-0) | Croatie | Pionir Ice Hall 1 126 spectateurs |

| Feuille de match | Feuille de match | Feuille de match | Feuille de match                         | Feuille de match                                                                      |
| ---------------- | --- | ---------------- | ---------------------------------------- | ------------------------------------------------------------------------------------- |
|                  | Sretović (Kastel) — 13 min 47 s (SN) - Popravka (Vučurević, Podunavac) — 30 min 7 s Luković (Sretović, Brkušanin) — 59 min 23 s (CV) | 1-0 1-1 2-1 3-1  | - Janković (Jarčov) — 16 min 41 s (SN) - | Arbitrage : Jevgēņijs Griškevičs Juges de lignes : Daniel Beresford et James Kavanagh |
| Ranković         | Gardiens | Rosandić         |                                          | Arbitrage : Jevgēņijs Griškevičs Juges de lignes : Daniel Beresford et James Kavanagh |
| 16 min           | Pénalités | 18 min           |                                          | Arbitrage : Jevgēņijs Griškevičs Juges de lignes : Daniel Beresford et James Kavanagh |
| 37               | Tirs | 30               |                                          | Arbitrage : Jevgēņijs Griškevičs Juges de lignes : Daniel Beresford et James Kavanagh |

| 10 avril | Belgique | 2-4 (0-2, 1-0, 1-2) | Espagne | Pionir Ice Hall 20 spectateurs |

| Feuille de match | Feuille de match                                                                      | Feuille de match        | Feuille de match | Feuille de match                                                                     |
| ---------------- | ------------------------------------------------------------------------------------- | ----------------------- | --- | ------------------------------------------------------------------------------------ |
|                  | - Verelst (B. Kolodziejczyk) — 20 min 38 s - B. Kolodziejczyk (Neven) — 43 min 30 s - | 0-1 0-2 1-2 1-3 2-3 2-4 | Granell (Zaballa) — 2 min 51 s Fuentes — 13 min 2 s - Rubio (Carbonell, Ubieto) — 41 min 17 s - Burgos (Beltrán, Carbonell) — 43 min 39 s | Arbitrage : Jevgēņijs Griškevičs Juges de lignes : Daniel Beresford et Tibor Fazekas |
| Peeters          | Gardiens                                                                              | Alcaine                 | | Arbitrage : Jevgēņijs Griškevičs Juges de lignes : Daniel Beresford et Tibor Fazekas |
| 26 min           | Pénalités                                                                             | 10 min                  | | Arbitrage : Jevgēņijs Griškevičs Juges de lignes : Daniel Beresford et Tibor Fazekas |
| 24               | Tirs                                                                                  | 45                      | | Arbitrage : Jevgēņijs Griškevičs Juges de lignes : Daniel Beresford et Tibor Fazekas |

| 10 avril | Croatie | 7-0 (2-0, 3-0, 2-0) | Chine | Pionir Ice Hall 42 spectateurs |

| Feuille de match | Feuille de match | Feuille de match            | Feuille de match | Feuille de match                                                            |
| ---------------- | --- | --------------------------- | ---------------- | --------------------------------------------------------------------------- |
|                  | Morrisonn — 9 min 20 s (SN) Janković (Zanoski, Morrisonn) — 10 min 26 s (2 SN) Šakić (Zanoški, Janković) — 22 min 22 s (SN) Mirić (Morrisonn, Šakić) — 37 min 22 s (SN) Šakić (Novak, Mirić) — 39 min 39 s Novak (Mirić, Šakić) — 50 min 52 s Kanaet (Janković) — 56 min 53 s | 1-0 2-0 3-0 4-0 5-0 6-0 7-0 | -                | Arbitrage : Ramon Sterkens Juges de lignes : James Kavanagh et David Perduv |
| Rosandić         | Gardiens | Sun                         |                  | Arbitrage : Ramon Sterkens Juges de lignes : James Kavanagh et David Perduv |
| 6 min            | Pénalités | 68 min                      |                  | Arbitrage : Ramon Sterkens Juges de lignes : James Kavanagh et David Perduv |
| 48               | Tirs | 19                          |                  | Arbitrage : Ramon Sterkens Juges de lignes : James Kavanagh et David Perduv |

| 10 avril | Australie | 3-2 (2-1, 1-0, 0-1) | Serbie | Pionir Ice Hall 653 spectateurs |

| Feuille de match | Feuille de match | Feuille de match    | Feuille de match                                                     | Feuille de match                                                             |
| ---------------- | --- | ------------------- | -------------------------------------------------------------------- | ---------------------------------------------------------------------------- |
|                  | - Armstrong (Todd, McMahon) — 10 min 59 s (IN) Virjassov — 14 min 44 s Woodman (Virjassov, Powell) — 26 min 29 s (SN) - | 0-1 1-1 2-1 3-1 3-2 | Dragutinović (Luković) — 3 min 17 s - Đumić (Dragović) — 45 min 57 s | Arbitrage : Miroslav Iarets Juges de lignes : Håvar Dahl et Kensuke Kanazawa |
| Kimlin           | Gardiens | Ranković            |                                                                      | Arbitrage : Miroslav Iarets Juges de lignes : Håvar Dahl et Kensuke Kanazawa |
| 29 min           | Pénalités | 4 min               |                                                                      | Arbitrage : Miroslav Iarets Juges de lignes : Håvar Dahl et Kensuke Kanazawa |
| 26               | Tirs | 34                  |                                                                      | Arbitrage : Miroslav Iarets Juges de lignes : Håvar Dahl et Kensuke Kanazawa |

| 12 avril | Croatie | 5-2 (2-0, 1-2, 2-0) | Belgique | Pionir Ice Hall 53 spectateurs |

| Feuille de match | Feuille de match | Feuille de match            | Feuille de match                                                                                           | Feuille de match                                                               |
| ---------------- | --- | --------------------------- | --- | ------------------------------------------------------------------------------ |
|                  | Mikulić (Mirić, Srketić) — 4 min 19 s (IN) Jarčov (Morrisonn, Zanoški) — 4 min 53 s - Kanaet (Janković, Srketić) — 31 min 38 s - Janković — 57 min 11 s Šakić (Smolec) — 59 min (CV) | 1-0 2-0 2-1 3-1 3-2 4-2 5-2 | - Verelst (B. Kolodziejczyk, de Croock) — 27 min 36 s - Paulus (B. Kolodziejczyk, Verelst) — 38 min 22 s - | Arbitrage : Miroslav Iarets Juges de lignes : Ivan Nedeljković et David Perduv |
| Rosandić         | Gardiens | Peeters                     | | Arbitrage : Miroslav Iarets Juges de lignes : Ivan Nedeljković et David Perduv |
| 6 min            | Pénalités | 10 min                      | | Arbitrage : Miroslav Iarets Juges de lignes : Ivan Nedeljković et David Perduv |
| 38               | Tirs | 26                          | | Arbitrage : Miroslav Iarets Juges de lignes : Ivan Nedeljković et David Perduv |

| 12 avril | Australie | 4-0 (1-0, 2-0, 1-0) | Espagne | Pionir Ice Hall 67 spectateurs |

| Feuille de match | Feuille de match | Feuille de match | Feuille de match | Feuille de match                                                                  |
| ---------------- | --- | ---------------- | ---------------- | --------------------------------------------------------------------------------- |
|                  | Darge (Malloy, Woodman) — 13 min 1 s (2 SN) Baclig — 25 min 24 s (IN) Lindsay (Webster, Virjassov) — 39 min 9 s Virjassov (Webster, Taylor) — 55 min 50 s | 1-0 2-0 3-0 4-0  | -                | Arbitrage : Ramon Sterkens Juges de lignes : Daniel Beresford et Kensuke Kanazawa |
| Kimlin           | Gardiens | Alcaine          |                  | Arbitrage : Ramon Sterkens Juges de lignes : Daniel Beresford et Kensuke Kanazawa |
| 8 min            | Pénalités | 14 min           |                  | Arbitrage : Ramon Sterkens Juges de lignes : Daniel Beresford et Kensuke Kanazawa |
| 26               | Tirs | 37               |                  | Arbitrage : Ramon Sterkens Juges de lignes : Daniel Beresford et Kensuke Kanazawa |

| 12 avril | Serbie | 6-5 (1-2, 1-3, 4-0) | Chine | Pionir Ice Hall 536 spectateurs |

| Feuille de match | Feuille de match | Feuille de match                            | Feuille de match | Feuille de match                                                             |
| ---------------- | --- | ------------------------------------------- | --- | ---------------------------------------------------------------------------- |
|                  | - Lestarić (Novaković, Djumić) — 17 min 42 s Podunavac (Bošković, Kerezović) — 22 min 55 s (SN) - Crnogorac (Kerezović, Djumić) — 49 min 4 s Sabadoš (Djumić, Podunavac) — 51 min 33 s (SN) Luković (Kastel) — 58 min 24 s (JS) Kastel (Crnogorac, Sretović) — 59 min 46 s (JS) | 0-1 0-2 1-2 2-2 2-3 2-4 2-5 3-5 4-5 5-5 6-5 | Li (Chen Lei, Chen Z.) — 10 min 36 s Huang (Yang) — 16 min 15 s (SN) - Yang (Zhang Z., Ying) — 26 min 36 s (SN) Chen Lei (Zhang C., Li) — 36 min 54 s Xia — 38 min 11 s - | Arbitrage : Christoph Sternat Juges de lignes : Håvar Dahl et James Kavanagh |
| Ranković         | Gardiens | Han                                         | | Arbitrage : Christoph Sternat Juges de lignes : Håvar Dahl et James Kavanagh |
| 6 min            | Pénalités | 14 min                                      | | Arbitrage : Christoph Sternat Juges de lignes : Håvar Dahl et James Kavanagh |
| 44               | Tirs | 28                                          | | Arbitrage : Christoph Sternat Juges de lignes : Håvar Dahl et James Kavanagh |

| 13 avril | Chine | 2-3 (0-0, 2-1, 0-2) | Australie | Pionir Ice Hall 62 spectateurs |

| Feuille de match | Feuille de match                                               | Feuille de match    | Feuille de match | Feuille de match                                                               |
| ---------------- | -------------------------------------------------------------- | ------------------- | --- | ------------------------------------------------------------------------------ |
|                  | Chen Li. (Xia) — 25 min 27 s - Zhang Z. (Yang) — 30 min 43 s - | 1-0 1-1 2-1 2-2 2-3 | - Darge (Armstrong, Powell) — 25 min 51 s - Rezek (Haselhrst) — 51 min 16 s Rezek (Todd, Baclig) — 57 min 42 s (2 SN) | Arbitrage : Ramon Sterkens Juges de lignes : Tibor Fazekas et Kensuke Kanazawa |
| Sun              | Gardiens                                                       | Kimlin              | | Arbitrage : Ramon Sterkens Juges de lignes : Tibor Fazekas et Kensuke Kanazawa |
| 18 min           | Pénalités                                                      | 4 min               | | Arbitrage : Ramon Sterkens Juges de lignes : Tibor Fazekas et Kensuke Kanazawa |
| 25               | Tirs                                                           | 45                  | | Arbitrage : Ramon Sterkens Juges de lignes : Tibor Fazekas et Kensuke Kanazawa |

| 13 avril | Espagne | 3-4 (TB) (1-0, 1-2, 1-1, 0-0, 0-1) | Croatie | Pionir Ice Hall 73 spectateurs |

| Feuille de match | Feuille de match | Feuille de match            | Feuille de match | Feuille de match                                                               |
| ---------------- | --- | --------------------------- | --- | ------------------------------------------------------------------------------ |
|                  | Burgos (Rubio, Carbonell) — 19 min 29 s Baldris (Burgos) — 24 min 54 s - G. González (Granell) — 47 min 14 s (SN) - | 1-0 2-0 2-1 2-2 2-3 3-3 3-4 | - Vedlin (L. Jarčov, Janković) — 28 min 26 s (SN) Čanić (Mikulić, Kanaet) — 37 min 20 s Šakić (Janković, L. Jarčov) — 44 min 20 s - Zanoški — 65 min (TB) | Arbitrage : Christoph Sternat Juges de lignes : Håvar Dahl et Ivan Nedeljković |
| Alcaine          | Gardiens | Rosandić                    | | Arbitrage : Christoph Sternat Juges de lignes : Håvar Dahl et Ivan Nedeljković |
| 4 min            | Pénalités | 8 min                       | | Arbitrage : Christoph Sternat Juges de lignes : Håvar Dahl et Ivan Nedeljković |
| 26               | Tirs | 29                          | | Arbitrage : Christoph Sternat Juges de lignes : Håvar Dahl et Ivan Nedeljković |

| 13 avril | Belgique | 3-6 (1-2, 0-2, 2-2) | Serbie | Pionir Ice Hall 417 spectateurs |

| Feuille de match | Feuille de match | Feuille de match                    | Feuille de match | Feuille de match                                                                      |
| ---------------- | --- | ----------------------------------- | --- | ------------------------------------------------------------------------------------- |
|                  | - Coolen (Verelst, Neven) — 8 min 55 s (SN) - B. Kolodziejczyk (Paulus) — 44 min 23 s (IN) Neven (B. Kolodziejczyk) — 45 min 45 s (2 SN) - | 0-1 0-2 1-2 1-3 1-4 1-5 2-5 3-5 3-6 | Dragović (Đumić) — 4 min 40 s Bosković (Đumić) — 7 min 52 s - Sretović (Brkušanin) — 22 min 29 s Brkušanin (Popravka) — 33 min 42 s (SN) Sretović (Popravka) — 41 min 10 s - Bosković (Brkušanin, Luković) — 57 min 6 s (2 SN) | Arbitrage : Jevgēņijs Griškevičs Juges de lignes : Daniel Beresford et James Kavanagh |
| Peeters          | Gardiens | Ranković                            | | Arbitrage : Jevgēņijs Griškevičs Juges de lignes : Daniel Beresford et James Kavanagh |
| 18 min           | Pénalités | 35 min                              | | Arbitrage : Jevgēņijs Griškevičs Juges de lignes : Daniel Beresford et James Kavanagh |
| 30               | Tirs | 38                                  | | Arbitrage : Jevgēņijs Griškevičs Juges de lignes : Daniel Beresford et James Kavanagh |

| 15 avril | Croatie | 2-1 (1-0, 1-1, 0-0) | Australie | Pionir Ice Hall 79 spectateurs |

| Feuille de match | Feuille de match                                                          | Feuille de match | Feuille de match                       | Feuille de match                                                            |
| ---------------- | ------------------------------------------------------------------------- | ---------------- | -------------------------------------- | --------------------------------------------------------------------------- |
|                  | Morrisonn (Zanoški) — 31 s - Kanaet (Morrison, Vedlin) — 38 min 13 s (IN) | 1-0 1-1 2-1      | - Rezek (Todd, Malloy) — 32 min 20 s - | Arbitrage : Ramon Sterkens Juges de lignes : James Kavanagh et David Perduv |
| Rosandić         | Gardiens                                                                  | Kimlin           |                                        | Arbitrage : Ramon Sterkens Juges de lignes : James Kavanagh et David Perduv |
| 34 min           | Pénalités                                                                 | 8 min            |                                        | Arbitrage : Ramon Sterkens Juges de lignes : James Kavanagh et David Perduv |
| 45               | Tirs                                                                      | 39               |                                        | Arbitrage : Ramon Sterkens Juges de lignes : James Kavanagh et David Perduv |

| 15 avril | Chine | 4-0 (1-0, 2-0, 1-0) | Belgique | Pionir Ice Hall 26 spectateurs |

| Feuille de match | Feuille de match | Feuille de match                                 | Feuille de match | Feuille de match                                                                |
| ---------------- | --- | ------------------------------------------------ | ---------------- | ------------------------------------------------------------------------------- |
|                  | Zhang Z. (Hu) — 4 min 8 s Ying (Hu, Wang) — 34 min 42 s Zhang Z. (Ying, Xiang) — 37 min 53 s (SN) Zhang C. — 53 min 3 s | 1-0 2-0 3-0 4-0                                  | -                | Arbitrage : Miroslav Iarets Juges de lignes : Tibor Fazekas et Kensuke Kanazawa |
| Sun              | Gardiens | Peeters (57 min 50 s) van der Weyde (2 min 10 s) |                  | Arbitrage : Miroslav Iarets Juges de lignes : Tibor Fazekas et Kensuke Kanazawa |
| 39 min           | Pénalités | 53 min                                           |                  | Arbitrage : Miroslav Iarets Juges de lignes : Tibor Fazekas et Kensuke Kanazawa |
| 25               | Tirs | 34                                               |                  | Arbitrage : Miroslav Iarets Juges de lignes : Tibor Fazekas et Kensuke Kanazawa |

| 15 avril | Serbie | 3-2 (TB) (1-0, 0-1, 1-1, 0-0, 1-0) | Espagne | Pionir Ice Hall 1 276 spectateurs |

| Feuille de match | Feuille de match                                                                             | Feuille de match    | Feuille de match                                                                          | Feuille de match                                                               |
| ---------------- | -------------------------------------------------------------------------------------------- | ------------------- | ----------------------------------------------------------------------------------------- | ------------------------------------------------------------------------------ |
|                  | Luković (Brkušanin, Ilić) — 4 min 10 s - Bošković — 59 min 32 s (JS) Brkušanin — 65 min (TB) | 1-0 1-1 1-2 2-2 3-2 | - González (Betrán, Fuentes) — 26 min 3 s Rubio (Carbonell, Fuentes) — 46 min 34 s (SN) - | Arbitrage : Christoph Sternat Juges de lignes : Daniel Beresford et Håvar Dahl |
| Ranković         | Gardiens                                                                                     | Alcaine             |                                                                                           | Arbitrage : Christoph Sternat Juges de lignes : Daniel Beresford et Håvar Dahl |
| 6 min            | Pénalités                                                                                    | 4 min               |                                                                                           | Arbitrage : Christoph Sternat Juges de lignes : Daniel Beresford et Håvar Dahl |
| 42               | Tirs                                                                                         | 31                  |                                                                                           | Arbitrage : Christoph Sternat Juges de lignes : Daniel Beresford et Håvar Dahl |

## Classement
| Clt   | Équipe       | PJ | V | VP | D | DP | BP | BC | Diff | Pts |
| ----- | ------------ | -- | - | -- | - | -- | -- | -- | ---- | --- |
| +001, | Serbie       | 5  | 3 | 1  | 1 | 0  | 20 | 14 | +6   | 11  |
| +002, | Croatie (R)  | 5  | 3 | 1  | 1 | 0  | 19 | 9  | +10  | 11  |
| +003, | Australie    | 5  | 3 | 0  | 1 | 1  | 14 | 10 | +4   | 10  |
| +004, | Espagne      | 5  | 2 | 0  | 1 | 2  | 14 | 16 | -2   | 8   |
| +005, | Chine        | 5  | 1 | 0  | 4 | 0  | 14 | 21 | -7   | 3   |
| +006, | Belgique (P) | 5  | 0 | 1  | 4 | 0  | 11 | 22 | -11  | 2   |

- Promu en Division IB en 2020
- Relégué en Division IIB en 2020

Pour les significations des abréviations, voir statistiques du hockey sur glace.

## Récompenses individuelles
Équipe type IIHF :
- Meilleur gardien : Vilim Rosandić (Croatie)
- Meilleur défenseur : Shaone Morrisonn (Croatie)
- Meilleur attaquant : Mirko Đumić (Serbie)

## Statistiques individuelles
Pour les significations des abréviations, voir statistiques du hockey sur glace.
| Clt | Joueur              | Équipe    | PJ | B | A | Pts | Pun | +/- |
| --- | ------------------- | --------- | -- | - | - | --- | --- | --- |
| 1   | Bryan Kolodziejczyk | Belgique  | 5  | 2 | 7 | 9   | 0   | +2  |
| 2   | Ivan Janković       | Croatie   | 5  | 3 | 5 | 8   | 0   | +3  |
| 3   | Sam Verelst         | Belgique  | 5  | 4 | 3 | 7   | 2   | -3  |
| 4   | Marko Šakić         | Croatie   | 5  | 4 | 2 | 6   | 0   | +7  |
| 5   | Shaone Morrisonn    | Croatie   | 5  | 2 | 4 | 6   | 26  | -1  |
| 6   | Alejandr Carbonell  | Espagne   | 5  | 1 | 5 | 6   | 2   | +3  |
| 6   | Mirko Đumić         | Serbie    | 5  | 1 | 5 | 6   | 0   | +4  |
| 8   | Josef Rezek         | Australie | 5  | 4 | 1 | 5   | 2   | +2  |
| 9   | Aleksa Luković      | Serbie    | 5  | 3 | 2 | 5   | 2   | +5  |
| 9   | Marko Sretović      | Serbie    | 5  | 3 | 2 | 5   | 0   | +5  |

| Clt | Joueur            | Équipe    | PJ | Min          | BC | Moy  | %Arr  | Bl |
| --- | ----------------- | --------- | -- | ------------ | -- | ---- | ----- | -- |
| 1   | Vilim Rosandić    | Croatie   | 5  | 304 min 21 s | 8  | 1,58 | 94,52 | 1  |
| 2   | Anthony Kimlin    | Australie | 5  | 302 min 53 s | 10 | 1,98 | 94,38 | 1  |
| 3   | Sun Zehao         | Chine     | 3  | 180 min      | 10 | 3,33 | 92,13 | 1  |
| 4   | Arsenije Ranković | Serbie    | 5  | 298 min 41 s | 13 | 2,61 | 90,71 | 0  |
| 5   | Ander Alcaine     | Espagne   | 5  | 309 min 58 s | 14 | 2,71 | 90,21 | 0  |
| 6   | Wouter Peeters    | Belgique  | 5  | 299 min 46 s | 21 | 4,20 | 88,00 | 0  |

Nota : seuls sont classés les gardiens ayant joué au minimum 40 % du temps de jeu de leur équipe.